# Сент-Эльм, Ида
Ида Сент-Эльм (нидерл. Ida Saint-Elme; настоящее имя Мария Йоханна Эльселина Версфельт (нидерл. Maria Johanna Elselina Versfelt); 27 сентября 1776, Лит, Северный Брабант — 19 мая 1845, Брюссель) — голландско-французская театральная актриса

 и писательница известная в литературе под псевдонимом «la Contemporaine», автор мемуаров о событиях конца XVIII — начала XIX века наделавших в своё время много шума. «Энциклопедический словарь Брокгауза и Ефрона» характеризует её как «авантюристку»
.

## Биография
Мария Йоханна Эльселина Версфельт родилась 27 сентября 1776 года в голландском городе Лите в Северном Брабанте в семье викария Геррита Версфельта (1735–1781) и Алиды де Йонг (1738–1828). 
Примерно в 1792–1796 годах она вышла замуж за торговца Рингелинга Клааса (1768–1801). Она уже тогда была известна своими любовными похождениями и к девятнадцати годам она сбежала от мужа; у неё был первый роман с французским офицером, а затем она стала безумно экстравагантной молодой любовницей французского генерала Жана Виктора Моро; эта связь продолжалась с 1795 по 1799 год. 

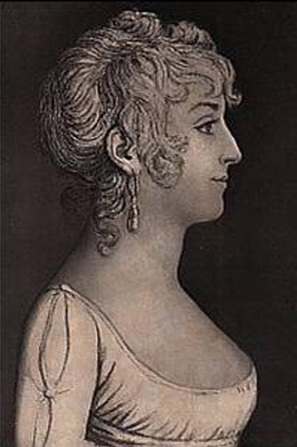
Ида Сент-Эльм

Она покинула Нидерланды после французского завоевания в 1795 году и последовала за своими возлюбленными в их военных походах по Европе. Любовью всей ее жизни был генерал Мишель Ней, впоследствии маршал Франции. Французская писательница Жанна Пьюэш описывает, как она «обожала» Нея и «постоянно» была рядом с ним, часто одетая в мужскую одежду, потому что это облегчало ей езду верхом. В битве при Прейсиш-Эйлау она «сражалась как солдат» и была «тяжело ранена вражеским копьем». Она «принимала участие в битве под Москвой» и катастрофическом отступлении французской армии во время Отечественной войны 1812 года. Её бурные отношения с ним в конце концов оборвались, и позже она сопровождала другого французского офицера, отправившегося с Наполеоном в ссылку на остров Эльба. Перед казнью Нея в 1815 году Сент-Эльм отчаянно пыталась увидеть его в последний раз и наблюдала за его телом во время ночного бдения после его смерти. 

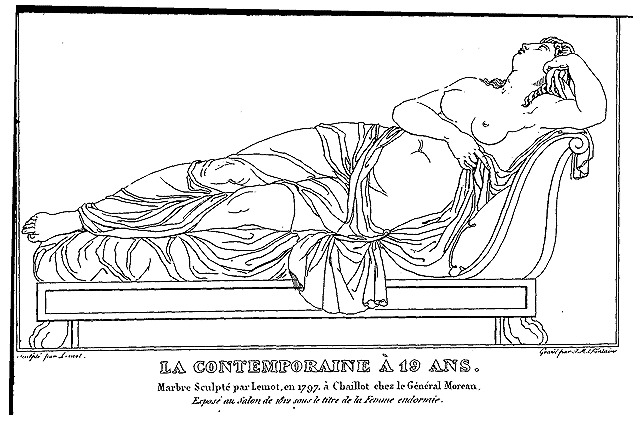
Обложка мемуаров Версфельт

Она также работала актрисой в передвижных театрах Франции и Италии.
Сент-Эльм опубликовала свои воспоминания «Mémoires d'une Contemporaine» в восьми частях с 1827 по 1828 год, которые сделали ее известной. На первой части книги была изображена мраморная скульптура писательницы, «представляющая её в возрасте 19 лет, лежащей обнаженной на древней греко-римской кровати». По словам одного возмущенного рецензента, она была «нескромной и аморальной наперсницей мужчин Директории, Империи и даже Реставрации… и от каждой из этих личностей, как искусная куртизанка, она знала, как извлечь то, что ей нужно». Жанна Пьюэш рассказывала, что Ида рассказала историю о том, как великий французский дипломат и министр финансов Шарль Морис де Талейран Перигор использовал тысячефранковые купюры, чтобы свернуть в локоны её волосы. Книга мгновенно стала бестселлером во Франции.

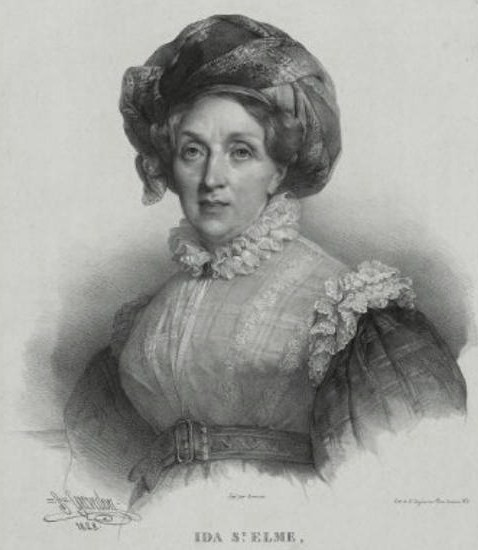
Мария Версфельт

В 1831 году Мария Версфельт опубликовала свою вторую книгу, «La Contemporaine en Egypte» — отчёт о её путешествиях по Франции, Египту и Средиземноморью. «Дайте мне большую дорогу, удовольствия и опасности дороги!» — заявляет автор. Её путешествие ставится под сомнение, когда понимаешь, что ей было более 50 лет, а путешествие в Египет в 1820-х годах было весьма непростым. Она милостиво благодарна людям, которые добры к ней, и тем, кого она находит замечательными, но с утонченным сарказмом поджаривает тех, кого считает нелюбезными, ханжескими, фанатичными или недобрыми. Она соблазняет свою аудиторию завуалированными описаниями сексуального влечения, которое она испытывает к попутчику, который на двадцать лет моложе ее. Хотя Сент-Эльм явно выраженный французский националист и бонапартист, эта книга часто кажется противоречащей колониальному консенсусу: в ней представлены очень сочувственные портреты египтян и турок, ужасающие описания страданий египетского народа и резкая критика европейского сообщества; в потоке европейцев прибывающих в Египет она видит преимущественно «авантюристов, мошенников и людей без каких бы то ни было талантов».

Ида Сент-Эльм

Сент-Эльм вновь попыталась повторить свой литературный успех в Лондоне, выпустив «возможно, самый ранний сатирический журнал, написанный, иллюстрированный и изданный женщиной». Согласно записи в каталоге приобретений графического искусства Принстонского университета, он назывался «La Caricature francaise». Он был издан в Лондоне, чтобы избежать цензуры во Франции. Однако, когда Версфельт опубликовала письма, предположительно написанные королём Франции Луи-Филиппом, она была привлечена к ответственности за клевету; она так и не была осуждена, потому что «суд не смог доказать, что опубликованные письма действительно были фальсифицированы». 
Ида Сент-Эльм умерла 19 мая 1845 года в Брюсселе в возрасте 68 лет, в местной богадельне.
Из под её пера вышли также следующие произведения: «Soirées d’automne» (1827), «Episodes contemporains» (1827), «La Contemporaine en Egypte» (1830), «Mes dernières indiscrétions» (1831), «Mille et une causerie» (1833).